# Kvetoslava Kotrbová
Kvetoslava Kotrbová (* 29. října 1959 Hodonín) je slovenská lékařka a vysokoškolská pedagožka.

## Život
Vyrůstala ve slovenských Kopčanech. Maturovala na gymnáziu ve Skalici. Poté studovala šest let v Praze na 3. lékařské fakultě Univerzity Karlovy (promoce 1985). Od roku 1987 bydlí v Českých Budějovicích, kde začala pracovat na místní okresní hygienické stanici. V roce 2006 absolvovala doktorský studijní program (Ph.D.), v roce 2012 prošla habilitačním řízením. V roce 2016 se stala ředitelkou Krajské hygienické stanice v Českých Budějovicích.

## Vědecká a pedagogická činnost
Mezi lety 2011 až 2015 působila na Zdravotně sociální fakultě Jihočeské univerzity v Českých Budějovicích na Katedře veřejného a sociálního zdravotnictví jako vedoucí katedry.
Její současné odborné zaměření je epidemiologie infekčních onemocnění, prevence neinfekčních nemocí, zdravotní politika, sociálně ekonomická a zdravotnická problematika drog. Publikuje práce v rámci své specializace.

### Problematika drogových závislostí
Mezi lety 2002 až 2010 působila jako statutární zástupce v Kontaktním a doléčovacím centru pro drogovou závislost České Budějovice.

## Kandidátka na hlavního hygienika České republiky
V roce 2020 neuspěla ve výběrovém řízení na hlavního hygienika České republiky.

## Působení v politice
V krajských volbách v roce 2020 kandidovala jako nestranička za ČSSD na 13. místě její kandidátní listiny do Zastupitelstva Jihočeského kraje, ale neuspěla.
Ve volbách do Evropského parlamentu v červnu 2024 kandidovala jako nestranička za SOCDEM na 4. místě její kandidátky. Strana však získala pouze 1,86 % hlasů a zvolena tak nebyla.

## Ocenění
- Ocenění Poklona Colour Planet (2011) za aktivní přístup k prevenci HIV/AIDS v jihočeském kraji[17]